# Debaser
"Debaser" és una cançó de Pixies, un grup de rock alternatiu dels Estats Units. És la primera cançó en el seu àlbum de 1989, Doolittle. "Debaser" va ser escrit pel líder del grup, Black Francis.
"Debaser" no va ser publicat com single fins a 1997, per a promocionar la compilació Death to the Pixies (que va ser publicat després que el grup es va separar), encara que l'àlbum Doolittle va ser fet públic en el 1989.

## Lletra
La lletra de la cançó es basa en una pel·lícula experimental de Luis Buñuel i Salvador Dalí, Un chien andalou. La primera escena de la pel·lícula famosament representa el seccionar del globus ocular d'una dona, i la cançó fa referència a aquella escena: "Slicin' up eyeballs / I want you to know" ("Tallant els globus oculars / Jo vull que tu sàpigues"). Black Francis repeteix la frase "un chien andalusia", canviat del títol de la pel·lícula.
| «               | M'agradaria que Buñuel encara estigués viu. Ell va fer aquesta pel·lícula sobre res particular. Ni tan sols el títol no té sentit. Amb la meva estúpida, pseudo-escolar, ingènua, entusiàstica, avantguarda, sapastra manera de mirar Un chien andalou (dues vegades), jo vaig pensar, "Sí, faré una cançó sobre això." [Canta] "Un chien andalou", sona massa francès, doncs cantaré "un chien andalusia", sona bé, no? | » |
| — Black Francis | |   |

El títol "Debaser" fa referència a la manera en què la pel·lícula Un chien andalou degrada (en anglès debases) la moralitat i els estàndards de l'art, segons Black Francis.